# Odin Sphere
Odin Sphere (japanisch オーディンスフィア, Ōdin Sufia) ist ein 2D-Action-Rollenspiel für die PlayStation 2. Das Spiel erschien erstmals 2007 in Japan, entwickelt wurde es von Vanillaware und vertrieben von Atlus. Es erzählt die miteinander verknüpften Geschichten von fünf verschiedenen Protagonisten. Mit seinem unkonventionellen Grafik- und Gameplaydesign hebt es sich von aktuellen Spielen des Genres ab. Es wird als geistiger Nachfolger zum Spiel Princess Crown von Atlus angesehen. Eine europäische PAL-Version wird von Square Enix vertrieben und erschien am 14. März 2008.
Das Remake Odin Sphere: Leifthrasir (jap. オーディンスフィア レイヴスラシル, Ōdin Sufia Reivusurashiru) erschien erstmals in Japan für die PlayStation 3, PlayStation 4 und PlayStation Vita am 14. Januar 2016. Seit Juni 2016 ist es auch in Europa erhältlich.

## Handlung
Odin Sphere beinhaltet fünf Geschichten, die hintereinander absolviert werden müssen. Die Protagonisten stammen aus fünf verschiedenen Nationen in der Fantasiewelt Erion, die miteinander im Krieg liegen. Jeder von ihnen trägt eine Psypher-Waffe, eine besondere Waffe, die mit einem Kristall für die Absorption von Phosonen ausgestattet ist. Phosonen entstehen beim Tod eines Lebewesens, insbesondere Gegner und die können so zur Waffenaufwertung eingesaugt werden.
Die Geschichten werden (in einer Art Rahmenhandlung) als fünf Bücher präsentiert, die man mit einem Mädchen und ihrem Kater auf einem Dachboden auswählen und lesen bzw. spielen kann.

### Charaktere
Der erste Handlungsstrang erzählt die Geschichte von Gwendolin, einer jungen Walküre und Tochter des Dämonenfürsten Odin. Seit ihre ältere Schwester Griselda starb, auf die ihr Vater große Stücke hielt, kämpft sie um die gleiche Anerkennung, die ihrer Schwester zuteilwurde. Sie wird von Odin verstoßen, als sie sich ihm in einer Angelegenheit widersetzt, was sich jedoch nur als ein Trick Odins herausstellt, die gegnerische Partei hereinzulegen und an den Ring zu gelangen, der den Kristallisationskessel, eine mächtige Waffe, kontrolliert. Gwendolin ist nun hin- und hergerissen zwischen der Unterstützung ihres Vaters und ihrer Zuneigung zum Ritter Oswald, auf dessen Kosten diese Tat ging.
Die weiteren Geschichten drehen sich um Kornelius, einen verzauberten Prinzen, Maresa (jap. Mercedes), eine Feenprinzessin, Schattenritter Oswald und Prinzessin Velvette.
Die Handlungsstränge interagieren miteinander, und der Protagonist einer Geschichte kann gelegentlich den Antagonisten für eine andere spielen.

## Präsentation
Das Spiel ist vollkommen in 2D gehalten, die Lebewesen und Umgebungen sind handgezeichnet, wobei mehrere Parallax-Ebenen eine Illusion von räumlicher Tiefe erzeugen. Die Umgebungen sind teilweise animiert, z. B. Pflanzen, die vom Wind bewegt werden, Sternhimmel, brodelnde Lava. Zwischensequenzen werden mit Sprechblasen erzählt, wurden in der europäischen Version allerdings durch Untertitel ersetzt (möglicherweise wegen Darstellungsproblemen, die durch die verschiedenen Sprachen herrühren). Sämtliche Dialoge wurden eingesprochen, und es steht neben der englischen auch die japanische Synchronisation zur Auswahl.
| Rolle           | japanischer Sprecher (Seiyū) | englischer Sprecher  |
| --------------- | ---------------------------- | -------------------- |
| Gwendolin       | Ayako Kawasumi               | Mia Bradly           |
| Kornelius       | Daisuke Namikawa             | Yuri Lowenthal       |
| Mercedes/Maresa | Mamiko Noto                  | Jennifer Sekiguchi   |
| Oswald          | Susumu Chiba                 | Derek Stephen Prince |
| Velvette        | Miyuki Sawashiro             | Michelle Ruff        |

Der Soundtrack stammt von Hitoshi Sakimoto, der u. a. für die Musik von Final Fantasy XII verantwortlich war.

## Kampfsystem
Die Level-Abschnitte werden als große, zweidimensionale „Ringe“ dargestellt; läuft der Spieler mehrere Sekunden lang in eine Richtung, kommt er wieder an den Ausgangspunkt. Eine „Radar“-Karte zeigt die Positionen des Spielers, der Gegner und Gegenstände, während eine kleinere Karte die Ausgänge aus dem aktuellen Abschnitt zeigt. Der Kampf läuft ähnlich ab wie in vielen 2D-Kampfspielen, eine „Kraftleiste“ begrenzt jedoch die Aktionen, die die Figur innerhalb eines kurzen Zeitabschnittes ausführen kann. Sollte sie sich ganz leeren, steht die Figur einige Sekunden lang erschöpft und wehrlos gegen Angriffe auf der Kampffläche; dies wird vermieden, indem man vor dem Leeren der Leiste Kampfpausen einlegt, die die Regeneration beschleunigen.

## Rezeption
Odin Sphere erhielt mit einer durchschnittlichen Bewertung von 82 % auf GameRankings (nur englischsprachige Medien) eine positive Rezeption. Die U.S.-Ausgabe des Play Magazine vergab die Höchstpunktzahl und lobte die „2D-Grafik, die detaillierte Handlung und das einzigartige Kampfsystem“. Allerdings erhielt das Spiel negative Kritik für das Vorkommen von Slowdowns während verschiedener Gelegenheiten, an denen sich viele Gegner oder Objekte gleichzeitig auf dem Bildschirm befanden. Dieser Kritikpunkt wurde in der europäischen Ausgabe behoben, in der die Ladezeiten verkürzt wurden und Slowdowns nur noch selten auftreten.